# Highest Response Ratio Next
Highest Response Ratio Next (HRRN) ist ein nicht-präemptives Scheduling-Verfahren, das dem Prozessor immer den Prozess mit der höchsten Response ratio zuweist. Dieser Quotient berechnet sich wie folgt:

Hinweis: Bei den zu verwendenden Zeiten handelt es sich um abzuschätzende Werte, da in der Regel keine hinreichend zuverlässige Aussage über zukünftiges Verhalten möglich ist.
Der Scheduler wird erst dann wieder aktiv, wenn der letzte zugeteilte Prozess beendet ist bzw. blockiert (z. B. durch I/O-Operationen).
Dieser Scheduling-Algorithmus bevorzugt Prozesse mit geringer Rechenzeit, weil für diese der ResponseRatio mit zunehmender Wartezeit schneller ansteigt. Außerdem verhindert er Livelocks für lange Prozesse, was ihn von Shortest-Remaining-Time (SRT) oder Shortest-Job-First (SJF) unterscheidet.
Die Formel lässt sich noch vereinfachen zu:

Da die Werte vom Scheduler lediglich untereinander verglichen werden, könnte die 1 ebenso gut wegfallen.